# Калинівка (Покровський район)
Кали́нівка (МФА: [kɐˈɫɪɲiu̯kɐ] ( прослухати); до 17 лютого 2016 року — Калі́ніне) — село Удачненської селищної громади Покровського району Донецької області, в Україні. У селі мешкає 139 людей.

## Історія
У 1914 році селянин Федот Фесенко на гроші, зароблені на Далекому Сході, придбав землю поблизу річки Ковалихи. Він заснував хутір, що отримав назву Калиновий.

## Загальні відомості
Калинівка є найзахіднішим населеним пунктом Покровського району.
Відстань до райцентру становить близько 29 км і проходить автошляхом М04 (E50). Землі Калинівки межують із територією сіл Андронівка (на заході, Межівський район, Дніпропетровська область) та Кам'янка (на півночі, Покровський район Донецька область).

## Відомі люди
- Тимченко Іван Артемович — відомий правознавець, з 1996 по 1999 рік обіймав посаду Голови Конституційного суду України.

## Населення
За даними перепису 2001 року населення села становило 139 осіб, із них 97,84 % вважають рідною мову українську та 2,16 % — російську.